# Сан-Жуан-да-Мадейра
Са́н-Жуа́н-да-Маде́йра (порт. São João da Madeira; МФА: [ˈsɐ̃w ʒu.ˈɐ̃w dɐ mɐ.ˈdɐj.ɾɐ]) — муніципалітет і місто в Португалії, в окрузі Авейру. Розташований у північно-західній частині країни, на теренах історичної португальської провінції Бейра. Належить до Авейрівської діоцезії Католицької церкви в Португалії. Права міського самоврядування має з 1926 року. Поділяється на 1 парафію. За адміністративним поділом, чинним до 1976 року, був складовою провінції Берегова Бейра. Площа муніципалітету — 7,94 км², населення муніципалітету — 21713 ос. (2011); густота населення — 2734,63 осіб/км²
. Патрон — святий Іван Хреститель. Святковий день муніципалітету — 11 жовтня. Поштовий індекс — 3700.  Код місцевої адміністративної одиниці — 0116. Складова статистичного регіону Північ. Перебуває у складі великої міської агломерації Великий Порту.

## Географія
Сан-Жуан-да-Мадейра розташоване на північному заході Португалії, в центрі округу Авейру.
Сан-Жуан-да-Мадейра межує на півночі з муніципалітетом Санта-Марія-да-Фейра, на півдні — з муніципалітетом Олівейра-де-Аземейш.
Муніципалітет складається з одного однойменного району.

### Клімат
| Клімат Сан-Жуан-да-Мадейра | Клімат Сан-Жуан-да-Мадейра | Клімат Сан-Жуан-да-Мадейра | Клімат Сан-Жуан-да-Мадейра | Клімат Сан-Жуан-да-Мадейра | Клімат Сан-Жуан-да-Мадейра | Клімат Сан-Жуан-да-Мадейра | Клімат Сан-Жуан-да-Мадейра | Клімат Сан-Жуан-да-Мадейра | Клімат Сан-Жуан-да-Мадейра | Клімат Сан-Жуан-да-Мадейра | Клімат Сан-Жуан-да-Мадейра | Клімат Сан-Жуан-да-Мадейра | Клімат Сан-Жуан-да-Мадейра |
| Показник                   | Січ.                       | Лют.                       | Бер.                       | Квіт.                      | Трав.                      | Черв.                      | Лип.                       | Серп.                      | Вер.                       | Жовт.                      | Лист.                      | Груд.                      | Рік                        |
| Середній максимум, °C      | 13,5                       | 14,3                       | 16,2                       | 17,5                       | 19,6                       | 22,7                       | 24,7                       | 25,0                       | 24,0                       | 20,9                       | 16,7                       | 13,9                       | 19,1                       |
| Середня температура, °C    | 9,3                        | 10,1                       | 11,5                       | 12,9                       | 15,1                       | 18,1                       | 19,9                       | 19,8                       | 19,0                       | 16,2                       | 12,3                       | 9,9                        | 14,5                       |
| Середній мінімум, °C       | 5,1                        | 5,9                        | 6,8                        | 8,3                        | 10,6                       | 13,5                       | 15,0                       | 14,6                       | 13,9                       | 11,4                       | 7,9                        | 5,9                        | 9,9                        |
| Днів з опадами             | 14                         | 13                         | 11                         | 10                         | 9                          | 6                          | 2                          | 3                          | 6                          | 10                         | 12                         | 12                         | 108                        |
| -------------------------- | -------------------------- | -------------------------- | -------------------------- | -------------------------- | -------------------------- | -------------------------- | -------------------------- | -------------------------- | -------------------------- | -------------------------- | -------------------------- | -------------------------- | -------------------------- |
| Джерело: www.yr.no         |                            |                            |                            |                            |                            |                            |                            |                            |                            |                            |                            |                            |                            |

## Історія
Місто засноване 1926 року.

## Населення
| Кількість мешканців | Кількість мешканців | Кількість мешканців | Кількість мешканців | Кількість мешканців | Кількість мешканців | Кількість мешканців | Кількість мешканців | Кількість мешканців | Кількість мешканців | Кількість мешканців | Кількість мешканців | Кількість мешканців | Кількість мешканців | Кількість мешканців |
| ------------------- | ------------------- | ------------------- | ------------------- | ------------------- | ------------------- | ------------------- | ------------------- | ------------------- | ------------------- | ------------------- | ------------------- | ------------------- | ------------------- | ------------------- |
| 1864                | 1878                | 1890                | 1900                | 1911                | 1920                | 1930                | 1940                | 1950                | 1960                | 1970                | 1981                | 1991                | 2001                | 2011                |
| 2 221               | 2 363               | 2 876               | 3 115               | 3 954               | 4 407               | 5 481               | 7 424               | 9 266               | 11 921              | 14 195              | 16 444              | 18 452              | 21 102              | 21 713              |

## Парафії
- Сан-Жуан-да-Мадейра